# Medico di Otricoli
Medico di Otricoli (... – Otricoli, 26 giugno 172) è stato un martire cristiano del II secolo.
Viene venerato come santo dalla Chiesa cattolica e la sua memoria liturgica è il 26 giugno.

## Agiografia e culto
Medico sarebbe stato un medico romano nativo di Otricoli che fu martirizzato durante il regno dell'imperatore Marco Aurelio. Il riferimento appare nei Sabina Otriculanae Monumenta Ecclesiae; tuttavia il Menologium graecum (vol. 3 p. 182) lo indicava come nativo di Ravenna (memoria al 26 luglio).
Ughelli nell’Italia sacra lo menziona come uno dei protettori di Otricoli. Anche negli Acta Sanctorum san Medico è nativo di Otricoli e ricordato il 26 giugno, con una storia simile al menologio greco.
Nella chiesa di Santa Maria Assunta a Otricoli si conservano le spoglie di san Medico e di altri 57 martiri, trasportate dall'antica abbazia di San Vittore nel 1612.